# Ilka Chase
Ilka Chase (8 avril 1905 - 1978) est une actrice américaine.

## Filmographie partielle
- 1929 : Why Leave Home?
- 1929 : The Careless Age de John Griffith Wray
- 1929 : Paris Bound d'Edward H. Griffith
- 1929 : Rythmes rouges (Red Hot Rhythm), de Leo McCarey
- 1930 : Nuits de Californie (Let's go places) de Frank R. Strayer : Mme Du Bonnet
- 1930 : Fast and Loose de Fred C. Newmeyer : Millie Montgomery
- 1930 : The Florodora Girl de Harry Beaumont
- 1932 : The Animal Kingdom d'Edward H. Griffith : Grace
- 1936 : Madame consent (The Lady Consents) de Stephen Roberts
- 1942 : Une femme cherche son destin (Now, Voyager) d'Irving Rapper : Lisa Vale
- 1943 : La Dangereuse Aventure (No Time for Love) de Mitchell Leisen : Hoppy Grant
- 1948 : La Chasse aux millions (Miss Tatlock’s Millions)
- 1954 : Une femme qui s'affiche (It Should Happen to You) de George Cukor : Elle-même
- 1954 : Les Bolides de l'enfer (Johnny Dark) de George Sherman
- 1955 : Le Grand Couteau (The Big Knife) de Robert Aldrich : Patty Benedict
- 1960 : L'Inconnu de Las Vegas (Ocean's Eleven) de Lewis Milestone : Mme Restes